# Erioptera (Erioptera) connata
Erioptera (Erioptera) connata is een tweevleugelige uit de familie steltmuggen (Limoniidae). De soort komt voor in het Oriëntaals gebied.